# Urkundenprozess
Der Urkundenprozess ist eine besondere Verfahrensart des Zivilprozesses. Er ist im fünften Buch der deutschen Zivilprozessordnung (ZPO) geregelt und dient dazu, dem Kläger ohne eine langwierige Beweisaufnahme einen Vollstreckungstitel zu verschaffen. Im Urkundenprozess kann ein Anspruch geltend gemacht werden, der auf Zahlung von Geld oder auf Lieferung von vertretbaren Sachen oder Wertpapieren gerichtet ist, wenn sämtliche zur Begründung des Anspruchs erforderlichen Tatsachen unstreitig sind oder durch Urkunden bewiesen werden können (§ 592 ZPO).
Der eingeschränkte Rechtsschutz für den Beklagten rechtfertigt sich durch die erhöhte Zuverlässigkeit des Urkundenbeweises.

## Ablauf
Die Wahl der Verfahrensart liegt beim Kläger (§ 593 Abs. 1, § 596 ZPO).

### Beschleunigung des Verfahrens
Die grundlegende Regelung, nach der als Beweismittel nur Urkunden zugelassen sind, wird durch weitere Vorschriften ergänzt, um sicherzustellen, dass die Beschleunigungsfunktion des Urkundenprozesses nicht unterlaufen werden kann.
Nach § 595 Abs. 2 ZPO sind (für beide Parteien) als Beweismittel bezüglich der Echtheit oder Unechtheit einer Urkunde (Urkundenbeweis) sowie bezüglich anderer als der anspruchsbegründenden Tatsachen nur Urkunden und Parteivernehmung zulässig. Das bedeutet, dass kein Augenschein eingenommen, kein Zeuge vernommen und kein Sachverständiger gehört werden kann. Es werden somit (außer der Vernehmung der Parteien selbst) nur schriftliche Beweismittel herangezogen. Auch Einwendungen des Beklagten dürfen gemäß § 598 ZPO nur auf Beweismittel nach § 595 ZPO gestützt werden. Alle Einwendungen, die eine darüber hinausgehende Beweisaufnahme erfordern würden, sind im Urkundenprozess nicht statthaft. Der Kläger kann, wenn sich abzeichnet, dass er weitere Beweismittel benötigt, um den Anspruch durchzusetzen, bis zum Schluss der mündlichen Verhandlung von dem Urkundenprozess absehen, ohne dass es der Einwilligung des Beklagten bedarf. Der Rechtsstreit bleibt in diesem Fall wie beim Nachverfahren im ordentlichen Verfahren anhängig; alle Beweismittel werden zulässig.
Eine Widerklage ist im Urkundenprozess nicht möglich, § 595 Abs. 1 ZPO. Auch das dient der Beschleunigung.

### Vorbehaltsurteil und Nachverfahren
Kann der Kläger sich im Urkundenverfahren durchsetzen, hat der Beklagte jedoch dem geltend gemachten Anspruch widersprochen, ohne seine Rechte seinerseits durch Urkunden belegen zu können, ergeht ein Vorbehaltsurteil, das dem Beklagten die Ausführung seiner Rechte im Nachverfahren ermöglicht (§ 599 BGB). Das Vorbehaltsurteil ist für die Rechtsmittel und die Zwangsvollstreckung als Endurteil anzusehen, kann daher sofort und ohne Sicherheitsleistung vollstreckt werden, § 708 Nr. 4 ZPO.
Der Prozess bleibt im Nachverfahren in derselben Instanz anhängig (§ 600 Abs. 1 ZPO) und wird als ordentlicher Zivilprozess bei identischem Streitgegenstand, aber frei von den Beschränkungen des Urkundenprozesses, etwa auf bestimmte Beweismittel (§ 595 ZPO), fortgesetzt. Der Rechtsstreit kann unmittelbar im Anschluss an das Vorbehaltsurteil im Nachverfahren weiterverhandelt werden, das Gericht kann aber auch einen neuen Verhandlungstermin bestimmen.
Der Beklagte beantragt im Nachverfahren, das Vorbehaltsurteil aufzuheben und die Klage abzuweisen. Dazu kann er sich sämtlicher Beweismittel bedienen. Der Kläger beantragt im Nachverfahren, das Vorbehaltsurteil für vorbehaltslos zu erklären und dem Beklagten die weiteren Kosten des Rechtsstreits aufzuerlegen. Der Beklagte kann im Nachverfahren auf seinen Widerspruch, der eine prozessrechtliche Erklärung darstellt, verzichten. Dies führt zur Unzulässigkeit des Nachverfahrens. Der Vorbehalt wird gegenstandslos, so dass das im Urkundenprozess ergangene Urteil in materielle Rechtskraft erwächst. Beides kann das Gericht in einem deklaratorischen Beschluss feststellen.
Unterliegt der Kläger in Nachverfahren und wird das Vorbehaltsurteil aufgehoben, kann der Beklagte im Nachverfahren Schadensersatz für eine zwischenzeitliche Vollstreckung aus dem Vorbehaltsurteil verlangen, § 600 Abs. 2 i. V. m. § 302 Abs. 4 ZPO.

### Klage auf zukünftige Leistungen
Der Urkundenprozess kann mit der Klage auf zukünftige Leistungen gem. § 259 ZPO kombiniert werden. Insbesondere bei Dauerschuldverhältnissen (etwa Dienst- oder Mietverträgen), bei denen es in der Regel neben zum Zeitpunkt der Klageerhebung fälligen (Zahlungs-)Ansprüchen um erst in der Zukunft fällige Ansprüche geht und bei denen die Zahlungsansprüche leicht durch Urkunden belegt werden können, bietet es sich an, auch zukünftige Zahlungen im Wege des Urkundenprozesses einzuklagen.

## Wechsel- und Scheckprozess
Die verwandten Verfahrensarten Wechselprozess und Scheckprozess sind Unterarten des Urkundenprozesses, die sich dadurch auszeichnen, dass nur bestimmte Forderungen – nämlich solche aus Wechseln beziehungsweise Schecks – eingeklagt werden.

## Unzulässigkeit des Urkundenprozesses
Der Urkundenprozess ist im Arbeitsgerichtsverfahren nicht anwendbar (§ 46 Abs. 2 ArbGG).
Nach der Rechtsprechung kommt die Durchführung eines Urkundenprozesses trotz Vorliegens der Voraussetzungen dann nicht in Betracht, wenn hierdurch die Möglichkeit zur Aufklärung, ob gegen Gemeinschaftsrecht – namentlich EU-Beihilfevorschriften – verstoßen wurde, nicht ausreichend gewährleistet wird.

## Mahnverfahren
Dem Urkundenprozess kann ein Urkundenmahnverfahren vorangehen. Wie auch bei regulären Ansprüchen kann dies empfehlenswert sein, wenn nicht zu erwarten ist, dass der Schuldner den Anspruch bestreitet. Trotz der ohnehin schon relativ zügigen Abwicklung eines Urkundenprozesses kann auf diese Weise noch schneller ein Vollstreckungstitel erlangt werden.